# Championnat des îles Féroé de football 1990
Navigation
1. Deild 1989 1. Deild 1991
La saison 1990 du Championnat des îles Féroé de football était la quarante-neuvième édition de la première division féroïenne, la 1. Deild.
Les dix clubs participants au championnat sont confrontés à deux reprises aux neuf autres, soit un total de 18 matchs. Le tenant du titre est le B71 Sandoy.
En fin de saison, les deux derniers du classement sont relégués et remplacés par les 2 meilleurs clubs de 2. Deild.
Le HB Tórshavn remporte un nouveau titre de champion des Îles Féroé en terminant en tête du classement final cette saison à 3 journées de la fin, avec 4 points d'avance sur le B36 Tórshavn et 5 sur l'un des promus de 2. Deild, le MB Miðvágur. C'est le 14e titre de champion de l'histoire du club.
En Coupe des îles Féroé, le KÍ Klaksvík bat le GÍ Gøta et remporte son 3e titre 23 ans après le dernier en 1967.
En ce qui concerne le tenant du titre, le B71 Sandoy, sa chute aura été aussi rapide que son ascension; un an après son titre obtenu haut la main pour sa première année parmi l'élite, le club de l'île de Sandoy termine dernier cette saison et redescend en 2. Deild avec le SÍF Sandavágur.

## Participants
| \| MB SÍF B36 HB B68 KÍ TB GÍ B71 VB \| Localisation des clubs engagés dans le championnat 1990. |
| MB SÍF B36 HB B68 KÍ TB GÍ B71 VB                                                                |

Légende des couleurs
- Champion de 1989
- Promu de 2. deild

| Club           | Ville      | En 1. deild depuis | Classement 1989 | Stade          |
| -------------- | ---------- | ------------------ | --------------- | -------------- |
| B36 Tórshavn   | Tórshavn   | 1988               | 6               | Gundadalur     |
| B71 Sandoy     | Sandur     | 1989               | 1               | Inni í Dal     |
| B68 Toftir     | Toftir     | 1981               | 3               | Svangaskarð    |
| GÍ Gøta        | Gøta       | 1980               | 7               | Sarpugerði     |
| HB Tórshavn    | Tórshavn   | 1942               | 2               | Gundadalur     |
| KÍ Klaksvík    | Klaksvík   | 1942               | 5               | Við Djúpumýrar |
| MB Miðvágur    | Miðvágur   | 1990               | 1 (2. deild)    | Við Kirkjar    |
| SÍF Sandavágur | Sandavágur | 1989               | 8               | Valloyran      |
| TB Tvøroyri    | Tvøroyri   | 1990               | 2 (2. deild)    | Sevmýri        |
| VB Vágur       | Vágur      | 1966               | 4               | vesturi á Eiði |

### Entraineurs
| Club           | Entraineur                    | Nombres de matchs |
| -------------- | ----------------------------- | ----------------- |
| B36 Tórshavn   | Petur Simonsen                | 18                |
| B71 Sandoy     | Jan Kaczynski Piotr Krakowski | 15 3              |
| B68 Toftir     | Kenneth Rosén Finnur Helmsdal | 10 8              |
| GÍ Gøta        | Jóhan Nielsen                 | 18                |
| HB Tórshavn    | Jógvan Norðbúð                | 18                |
| KÍ Klaksvík    | John Kramer                   | 18                |
| MB Miðvágur    | Gary Harris Sverri Jacobsen   | 10 8              |
| SÍF Sandavágur | Vígnir Bladursson             | 18                |
| TB Tvøroyri    | Per Henning Jensen            | 18                |
| VB Vágur       | Tommy Christiansen            | 18                |

Trois équipes ont changé d’entraîneur au cours de la saison. Pour le MB Miðvágur, cela a entraîné une amélioration de la cinquième à la quatrième place, pour le B71 Sandoy une détérioration de l’avant-dernière à la dernière place. Pour B68 Toftir, cependant, le changement n’a eu aucun effet sur le classement.

## Les grandes dates de la saison

### Lutte pour le titre de champion
Le premier leader du championnat fut le B68 Toftir après sa très belle victoire face au VB Vágur (4-1). Quant au GÍ Gøta, malgré son premier match à l’extérieur face au TB Tvøroyri (1-2), il a été en mesure de conquérir la tête du championnat avec deux victoires ultérieures face au KÍ Klaksvík (7-1) et B68 Toftir (0-2).
Avec un match nul (3-3) contre le poursuivant direct HB Tórshavn, le TB Tvøroyri, précédemment troisième, n’a dû céder des points que lors de la deuxième journée avec un 0-2 au SÍF Sandavágur, a dépassé les deux équipes.
La cinquième journée a apporté un autre changement en tête, alors que le TB Tvøroyri a perdu son match à l’extérieur 0-1 face au B68 Toftir. Le GÍ Gøta (victoire 2-0 face au MB Miðvágur) était à nouveau en tête, alternant la première place avec le HB Tórshavn.

### Le HB Tórshavn s'impose
Le HB Tórshavn prend la première place définitivement à partir de la huitième journée et la défaite de GÍ Gøta chez le rival B36 Tórshavn 1-0.
La décision pour le championnat a été prise lors de la 16e journée par une victoire 3-0 à l’extérieur contre KÍ Klaksvík, qui a ainsi pu maintenir l’avance de quatre points contre le nouveau deuxième B36 Tórshavn, qui à partir de la 14e journée, a gagné tous ses matchs (sauf un), notamment une très belle victoire face au nouveau champion le HB Tórshavn 2-1 lors de l'ultime journée.

### Bataille de relégation
Le SÍF Sandavágur était dans la moitié inférieure du tableau dès le début. Jusqu’à la quatrième journée incluse, le ratio de points pouvait être équilibré, mais seules deux victoires supplémentaires sur les dix matchs suivants ont permis à l’équipe de retomber dans le bas du tableau, qui était constamment occupé à partir de la septième journée. Cependant, l’écart avec les places de maintien a pu être réduit et trois victoires d’affilée à partir de la 15e journée ont conduit à quitter la zone de relégation.
Les champions en titre B71 Sandoy ont bien commencé la saison avec trois points lors des deux premiers matchs. Dans les six matchs suivants, cependant, aucune victoire n’a été obtenue, ce qui a entraîné la chute à l’avant-dernière place. Les victoires individuelles ont tout de même été remportées, mais l’équipe a toujours oscillé entre la huitième et la neuvième place.
Le VB Vágur n’a pu remporter qu’une seule victoire lors des six premiers matchs et était donc en bas du tableau. Cependant, deux victoires ont catapulté l’équipe à la quatrième place, qui devait rester le meilleur classement de la saison. Lors de la douzième journée, la dernière place était à nouveau réservée, qui pouvait être laissée par trois victoires d’affilée. Néanmoins, le club a dû trembler jusqu’à la dernière journée de match pour la rétention de classe, l’avantage n’était que de deux points avec une différence de buts légèrement meilleure.
Le TB Tvøroyri s’est retrouvé en tête du classement après trois victoires et une défaite après la quatrième journée. Cela a été suivi d’une relégation régulière, donc géré des six matchs suivants une seule victoire, ce qui a abouti à l’avant-dernière place. Bien que cela puisse être laissé par deux victoires successives, mais cinq matchs sans victoire subséquents ont conduit à la chute au bas du tableau.

### Le champion en titre relégué
Lors de la dernière journée, le SÍF Sandavágur avait encore besoin d’un point pour rester en 1.deild, mais cela n’a pas été réalisé lors du match à domicile 0-2 contre le GÍ Gøta, de sorte que les résultats des autres matchs ont dû être examinés. Le VB Vágur avec les mêmes points a réussi une victoire 2-0 à l’extérieur contre le KÍ Klaksvík, avec laquelle ils n’avaient rien à voir avec la relégation.
Le B71 Sandoy a rencontré le TB Tvøroyri lors de la dernière journée. Les deux équipes étaient à égalité de points en bas du tableau, une victoire signifierait le saut à la huitième place, un match nul aurait entraîné la relégation des deux équipes. En fin de compte, le TB Tvøroyri l’a emporté par un 2-0, envoyant le B71 Sandoy à la dernière place avec le SÍF Sandavágur qui a pris l’avant-dernière place.

## Compétition

### Classement
Le classement est établi sur le barème de points suivant :
- victoire à 2 points
- match nul à 1 point
- défaite à 0 point

Pour départager les égalités, on tient d'abord compte de la différence de buts générale, puis du nombre de buts marqués, puis des confrontations directes et enfin si la qualification ou la relégation est en jeu, les deux équipes jouent une rencontre d'appui sur terrain neutre.
| Rang | Équipe          | Pts | J  | G | N | P | Bp | Bc | Diff |
| ---- | --------------- | --- | -- | - | - | - | -- | -- | ---- |
| 1    | HB Tórshavn     | 24  | 18 | 9 | 6 | 3 | 37 | 22 | +15  |
| 2    | B36 Tórshavn    | 20  | 18 | 9 | 2 | 7 | 30 | 27 | +3   |
| 3    | GÍ Gøta         | 19  | 18 | 8 | 3 | 7 | 28 | 20 | +8   |
| 4    | MB Miðvágur (P) | 18  | 18 | 6 | 6 | 6 | 28 | 25 | +3   |
| 5    | VB Vágur        | 18  | 18 | 7 | 4 | 7 | 27 | 27 | 0    |
| 6    | B68 Toftir      | 18  | 18 | 6 | 6 | 6 | 19 | 20 | -1   |
| 7    | KÍ Klaksvík (C) | 17  | 18 | 6 | 5 | 7 | 30 | 36 | -6   |
| 8    | TB Tvøroyri (P) | 16  | 18 | 7 | 2 | 9 | 21 | 26 | -5   |
| 9    | SÍF Sandavágur  | 16  | 18 | 7 | 2 | 9 | 20 | 29 | -9   |
| 10   | B71 Sandoy (T)  | 14  | 18 | 4 | 6 | 8 | 17 | 25 | -8   |

|  | Vainqueur du championnat 1990                                                                    |
|  | Relégation en 2. Deild                                                                           |
|  | (T) Tenant du titre (C) Vainqueur de la Coupe des îles Féroé (P) Club promu de deuxième division |

### Matchs[n 1]
| Résultats (▼dom., ►ext.)                                   | B36 | B68 | B71 | GÍ  | HB  | KÍ  | MB  | SÍF | TB  | VB  |
| B36 Tórshavn                                               |     | 3-1 | 2-2 | 1-0 | 1-2 | 2-0 | 1-1 | 3-0 | 1-2 | 2-0 |
| B68 Toftir                                                 | 1-0 |     | 2-1 | 0-2 | 0-0 | 0-2 | 1-1 | 1-1 | 1-0 | 4-1 |
| B71 Sandoy                                                 | 2-3 | 1-0 |     | 0-2 | 2-1 | 2-2 | 0-2 | 0-1 | 1-0 | 1-2 |
| GÍ Gøta                                                    | 2-1 | 0-1 | 1-2 |     | 3-3 | 7-1 | 1-0 | 1-2 | 2-0 | 1-1 |
| HB Tórshavn                                                | 1-2 | 1-1 | 2-0 | 2-1 |     | 2-2 | 3-0 | 3-1 | 1-1 | 4-2 |
| KÍ Klaksvík                                                | 0-1 | 2-1 | 1-1 | 2-2 | 0-3 |     | 6-5 | 3-0 | 5-2 | 0-2 |
| MB Miðvágur                                                | 4-0 | 2-2 | 1-1 | 0-0 | 2-2 | 1-1 |     | 0-1 | 1-2 | 2-1 |
| SÍF Sandavágur                                             | 2-4 | 2-0 | 0-0 | 0-2 | 1-3 | 3-2 | 0-1 |     | 2-0 | 3-1 |
| TB Tvøroyri                                                | 3-2 | 0-2 | 2-0 | 2-1 | 0-3 | 2-0 | 1-2 | 3-0 |     | 1-2 |
| VB Vágur                                                   | 3-1 | 1-1 | 1-1 | 2-0 | 3-1 | 0-1 | 2-3 | 2-1 | 0-0 |     |
| - Victoire à domicile - Match nul - Victoire à l'extérieur |     |     |     |     |     |     |     |     |     |     |

## Statistiques

### Résultats par match
| Journée ╱ Équipe | 1 | 2 | 3 | 4 | 5 | 6 | 7 | 8 | 9 | 10 | 11 | 12 | 13 | 14 | 15 | 16 | 17 | 18 |
| ---------------- | - | - | - | - | - | - | - | - | - | -- | -- | -- | -- | -- | -- | -- | -- | -- |
| B36 Tórshavn     | V | N | D | V | V | N | D | V | D | V  | D  | D  | D  | V  | V  | V  | D  | V  |
| B68 Toftir       | V | D | D | D | V | D | V | N | N | N  | V  | V  | N  | V  | D  | D  | N  | N  |
| B71 Sandoy       | N | V | D | D | N | N | D | N | V | N  | D  | V  | N  | D  | D  | V  | D  | D  |
| GÍ Gøta          | D | V | V | N | V | N | V | D | D | V  | N  | D  | D  | V  | D  | D  | V  | V  |
| HB Tórshavn      | V | D | V | N | V | V | N | N | V | N  | V  | D  | V  | V  | N  | V  | N  | D  |
| KÍ Klaksvík      | N | D | V | D | D | V | N | V | V | N  | N  | D  | V  | D  | V  | D  | N  | D  |
| MB Miðvágur      | D | N | V | V | D | V | D | D | N | N  | V  | V  | N  | D  | D  | V  | N  | N  |
| SÍF Sandavágur   | D | V | D | V | D | D | D | N | V | D  | D  | V  | N  | D  | V  | V  | V  | D  |
| TB Tvøroyri      | V | D | V | V | D | D | V | D | D | D  | V  | V  | D  | D  | N  | D  | N  | V  |
| VB Vágur         | D | V | D | D | N | N | V | V | D | N  | D  | D  | V  | V  | V  | D  | N  | V  |

### Buts marqués par journée
Ce graphique représente le nombre de buts marqués lors de chaque journée.

### Classement des buteurs
| # | Buteur             | Club           | Buts |
| - | ------------------ | -------------- | ---- |
| 1 | Jón Pauli Olsen    | VB Vágur       | 10   |
| 2 | Per Dalheim        | GÍ Gøta        | 9    |
| 2 | Gunnar Mohr        | HB Tórshavn    | 9    |
| 2 | Jens Rasmussen     | MB Miðvágur    | 9    |
| 5 | Uni Arge           | HB Tórshavn    | 8    |
| 6 | Birgir Jørgensen   | MB Miðvágur    | 7    |
| 6 | Torkil Nielsen     | SÍF Sandavágur | 7    |
| 6 | Jógvan Olsen       | B68 Toftir     | 7    |
| 9 | Sámal Í. Hansen    | B36 Tórshavn   | 6    |
| 9 | Kurt Mørkøre       | KÍ Klaksvík    | 6    |
| 9 | Egill Steinþórsson | VB Vágur       | 6    |

Source : Classement officiel sur le site de la FSF

## Bilan de la saison
| Championnat des îles Féroé de football 1990 |                         |
| Champion                                    | HB Tórshavn (14e titre) |
| Coupes et trophées                          |                         |
| Vainqueur de la Coupe des îles Féroé 1990   | KÍ Klaksvík             |
| Promotions et relégations                   |                         |
| Promus en 1. deild                          | NSÍ Runavík             |
| Promus en 1. deild                          | SÍ Sumba                |
| Relégués en 2. deild                        | SÍF Sandavágur          |
| Relégués en 2. deild                        | B71 Sandoy              |